# Cymbachus elegans
Espèce
Cymbachus elegans est une espèce de coléoptères de la famille des Endomychidae et de la sous-famille des Lycoperdininae. Elle est trouvée au Laos.